# Franz Joseph von Oberkamp

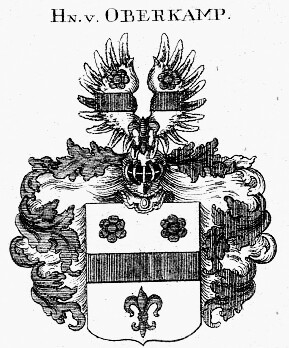
Wappen derer von Oberkamp

Franz Joseph von Oberkamp (*  1710 in Amorbach; † 1767 in Heidelberg) war ein deutscher Mediziner, Hochschullehrer und Leibarzt des Kardinals und Fürstbischofs von Speyer, des Fürstbischofs von Bamberg und Würzburg und des Kurfürsten und der Kurfürstin von der Pfalz.

## Leben
Sein Urgroßvater Johann von Oberkamp hatte als Kaiserlicher Reichshofrat 1629 zu Wien den erblichen Reichsritterstand erhalten. Franz Joseph von Oberkamp war der Sohn des Arztes Bartholomäus (Barthel) von Oberkamp zu Amorbach († 1744) und wurde am 21. Juni 1710 in Amorbach getauft. Ein Bruder war der ebenfalls in Amorbach gebürtige Heinrich von Oberkamp, der 1744 zum Hof- und Regierungsrat in Bamberg ernannt wurde. 1752–1761 war jener Vizekanzler des Hochstifts Bamberg und wurde mit Zogenreuth erblich belehnt.
Franz Joseph studierte ab 1732 in Würzburg und mit Förderung des Weihbischofs von Bamberg mehrere Jahre im Ausland. Von Oberkamp wurde 1735 bei Johann Simon Bauermüller mit einer Dissertation über das „Lazarettfieber“ in Würzburg promoviert. 1736 war er wissenschaftlicher Mitarbeiter bei Herman Boerhaave in Leiden. Nach 1736 ging er auf Studienreise nach Italien. Seine Reise führte ihn auch nach Leiden und Paris. Er wurde nach seiner Rückkehr 1742 Leibarzt des Kardinals und Fürstbischofs von Speyer Damian Hugo Philipp von Schönborn-Buchheim zu Bruchsal.
Berufen 1742 war von Oberkamp dann 1743 bis 1748 als Nachfolger von Johann Sebastian Edleber (auch „Ettleber“ geschrieben) ordentlicher Professor und Zweiter Spitalarzt (Oberarzt) am Juliusspital in Würzburg sowie Hofrat und unter Lorenz Anton Dercum Leiter des Juliusspitals und Leibarzt des Fürstbischofs von Bamberg und Würzburg Friedrich Karl von Schönborn-Buchheim. Im Jahr 1748 war er Dekan der Medizinischen Fakultät. Im selben Jahr zog er jedoch nach Heidelberg, wohin er als Lehrstuhlinhaber berufen wurde. Seine Stelle als Zweiter Spitalarzt am Juliusspital übernahm der 1742 bei ihm promovierte Johann Peter Ehlen (1715–1785). Ein weiterer Doktorand unter dem Präsidium von Oberkamps war Andreas Joseph Rügemer (1718–1779), der 1748 die Nachfolge seines Promotors als Professor antrat.
1748 wurde von Oberkamp ordentlicher Professor an der Universität Heidelberg, wo er Vorlesung über Anatomie und gerichtliche Medizin hielt, und war ab 1750 Kurpfälzischer Leibarzt von Kurfürst Carl Theodor und Kurfürstin Elisabeth Auguste. 1750 und 1758 war er Rektor der Universität Heidelberg. 1753 wurde er zum Geheimrat ernannt.
Franz Joseph von Oberkamp war 1763 Gründungsmitglied der Kurpfälzischen Akademie der Wissenschaften in Mannheim. Im selben Jahr wurde er Obaramtsphysikus in Ladenburg. Er starb 1767, als er gerade dabei war, für sich selbst ein Rezept zu schreiben. Er wurde am 7. Juli 1767 in Heidelberg begraben.

## Familie
Verheiratet war er mit Margaretha Sophia aus dem alten Bamberger Geschlecht Neidecker, die erblichen Anteil am Neidecker Familienfideikommiss hatte. Der Ehe entstammten der Hofgerichtsrat Johann David von Oberkamp, der Professor für Medizin Franz Philipp von Oberkamp und Sabina von Oberkamp, die den Professor für Rechtswissenschaft Johannes Georg Joseph Nepomuk Wedekind heiratete.
Der Sohn Franz Philipp „erbte“ die Professur des Vaters als Student, und auch der Schwiegersohn Wedekind war das Glied einer ausgeprägten Professorendynastie.

## Schriften
- Dissertatio medica inauguralis, de febre castrensi. Engmann, Würzburg 1735 (BSB digital)
- Wahrer Mineral-Gehalt, Und Davon abstammende Würck-Kräfften deren Kißinger, und Bockleter Heyl-Trinck- und Baad-Brunnen, In dem Fürstenthum Wirtzburg, und Hertzogthum Francken Hochfürstlichen Amts Wald-Aschach an dem Saal-Fluß. Kleyer, Würzburg 1745 (Google Books)
- mit Karl Pisani: Historia morbi et mortis. 1746 (Google Books)
- mit Karl Pisani, Georg Christoph Stand, Johann Heinrich Schmitz, Johann Heinrich Hilterman, Nicolaus Göpffert und Michael Simon: Unterthänig-gehorsamster Bericht der höchst-betrübten Exenteration und Balsamation des in GOtt seeligst entschlaffenen Hochwürdigsten des Heil. Römis. Reichs Fürsten und Herrn Herrn Friderich Carln, Bischoffen zu Bamberg und Wirtzburg, Herzogen zu Francken, Unsers Gnädigsten Fürsten Herrn Herrn. Wirtzburg 1746 (Google Books)
- mit Daniel Wilhelm Nebel: Specimen Inaugurale De Electricitatis Usu Medico. Typis Joannis Jacobi Haener, Heidelbergae 1758 (Digitalisat)